# Cerro Los Placeres

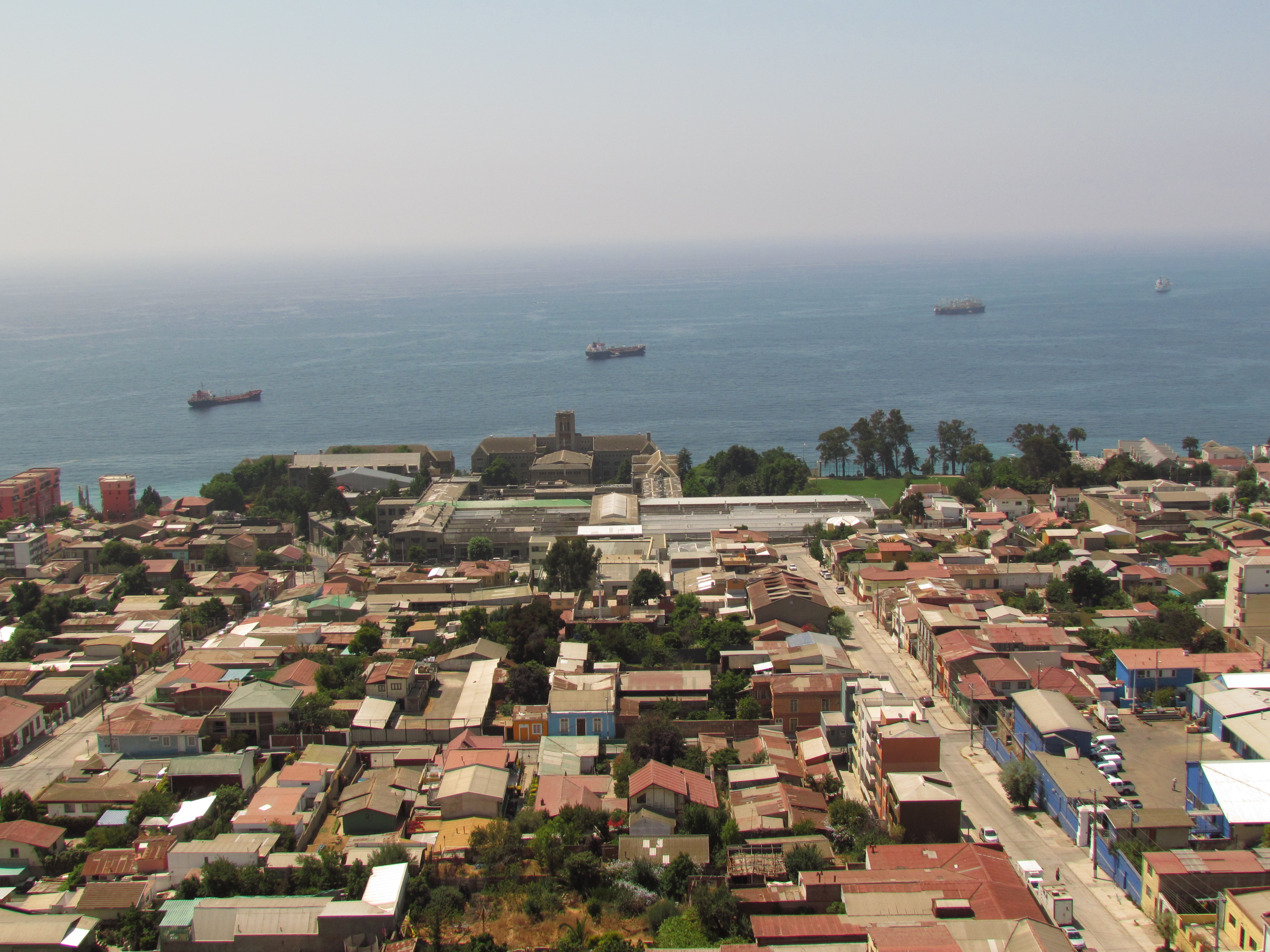
Vista a la bahía de Valparaíso desde el cerro.

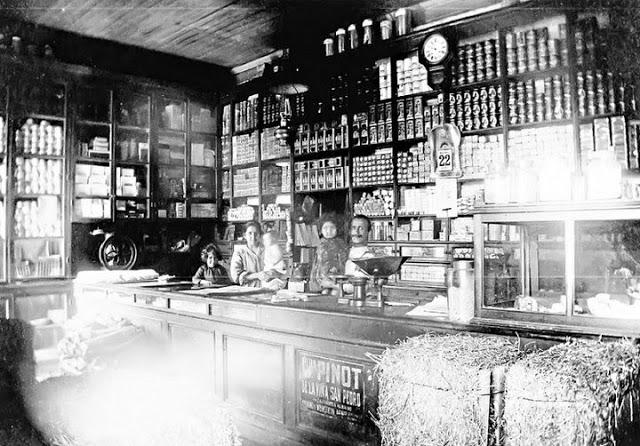
Emporio Santa Catalina en 1918.

El Cerro Los Placeres se encuentra ubicado en Valparaíso, Chile. Es el segundo de los cerros que hoy en día dan forma a la bahía de Valparaíso en un orden geográfico de norte a sur. Unido al cerro Esperanza por la quebrada de la Honda (o del Matadero) y al cerro Barón por la quebrada Cabritería —llamada también de Los Chanchos—, que luego fue abovedada y permitió la construcción del sector Yolanda en la avenida España. Es un cerro estructuralmente bien armado, se inicia en la avenida España, a un costado del mar, y llega hasta el sector de Agua Santa, que conecta con la Ruta CH-60 y ésta con la Ruta CH-68; esto permite una conexión directa a la capital del país, Santiago de Chile.

## Origen del nombre
Existen dos teorías sobre el nombre del cerro, el primero proviene del estero que corría en quebrada Cabritería a principios del siglo XX, cuyas aguas y arena contenían partículas de oro, esto en la jerga minera de por aquel entonces se le llamaba «placer aurífero». La zona se llenó de mineros que buscaban el preciado metal y éstos debían de pagar un monto de dinero para poder gozar del derecho de extracción, este permiso se conocía como «placer».
La segunda teoría proviene de un relato de un antiguo residente del cerro, don Leonardo Silva Villar, quien sostenía que el nombre se debía a que en las medianías del cerro existían, permanentemente, muchas barracas y ramadas, destinadas a la juerga y al placer de los parroquianos, convirtiendo a este lugar en un espacio de «placer». Al ser frecuentado, se le trataba de «Los Placeres».

## Historia y poblamiento
El cerro Los Placeres hacia 1850 era un espacio rural escasamente poblado. La zona recibía a la familia porteña en su paseo dominical y estival, los que asistían a carreras de caballos. El cerro diariamente acogía a viajeros, caminantes, campesinos y porteños que buscaban darse un descanso, saciar la sed, el hambre y disfrutar de la diversión de las chinganas a la orilla del camino que conducía a Quillota.
Si bien es cierto que este cerro comenzó a ser poblado ya en la época de fundación de la ciudad (siglo XVI), eran pocas las viviendas que se avecindaban en la zona. El sector comenzó a poblarse con mayor rapidez una vez ocurrido el terremoto de Valparaíso de 1906 que asoló y dejó casi en ruinas la ciudad. Se dice que el posterior maremoto y la entrada del mar terminó incentivando a los ciudadanos a vivir más arriba, hacia los cerros.
En la historia de este cerro se encuentra la ubicación —poco definida sí— del lugar donde fue asesinado el ministro de estado don Diego Portales en 1837. En su honor se edificó un monumento en la intersección de avenida Matta con avenida Placeres.
En el cerro Los Placeres se encuentra la casa central de la Universidad Técnica Federico Santa María donada por el filántropo Federico Santa María Carrera que, empujado por su falta de descendencia, encargó su construcción antes de morir (1925) a Agustín Edwards McClure, su albacea, y, por ende, ejecutor de su voluntad testamentaria de dotar a su natal Valparaíso, de un centro de estudio compuesto de una Escuela de Artes y Oficios y un Colegio de Ingenieros. La obra fue encargada al arquitecto Josué Smith Solar, ésta consistió en una ciudadela neogótica rodeada de abundante vegetación. Las construcciones de los distintos pabellones se asemejan al estilo del college inglés, con sus ventanas ojivales y muros de piedra. Posee una biblioteca con grandes ventanales a la bahía y un salón anfiteatro que acoge y promueve importantes actividades culturales.

## Actualidad y sitios de interés
Hoy el cerro destaca por su urbanismo, al tener amplias calles pavimentadas, con variedad de árboles y jardines. Al ser un cerro relativamente plano y llano sus manzanas de casas conforman calles y avenidas muy bien definidas y ordenadas; destaca la «plaza de la Conquista», centro urbano y de comercio de bellas características con su glorieta, donde predominan grandes palmeras.
En la parte alta del cerro se encuentra una cruz, símbolo del lugar. Las leyendas de los residentes cuentan que fue colocada por los antiguos porteños para alejar al diablo debido a que los parroquianos que llegaban, después de tanta fiesta y alcohol, se quedaban sin dinero alguno y, para poder justificarse, decían que el diablo montado sobre un caballo los asaltaba y les robaba todo su dinero.
Por su disposición geográfica frente al mar este cerro cuenta con miradores panorámicos que son definidos como «una hermosa ventana al Pacífico», se destacan los de «La Puntilla San Luis» y el de «Vista Nave», este último de data centenaria.
En Semana Santa la comunidad religiosa efectúa el tradicional Vía Crucis, organizado por la Iglesia Nuestra Señora de Lourdes, donde los vecinos del barrio son los actores. Este tradicional ritual congrega a la gente de todo Valparaíso e incluso de ciudades cercanas.